# 小行星9638
小行星9638（9638 Fuchs）是一颗绕太阳运转的小行星，为主小行星带小行星。该小行星于1994年8月10日发现。

## 轨道参数
小行星9638的轨道半长轴为2.4027116 UA，离心率为0.162。